# Thrakya
Le Thrakya, issu du Rumelian, est une race de chevaux de selle, de bât et de traction originaire de la région du même nom, la Thrace orientale, en Turquie. Le Rumelian est depuis éteint, mais le Trakya, petit cheval d'environ 1,40 m, perdure en faible effectifs dans sa région originelle. Il a influencé le Karakatchan bulgare.

## Histoire
La formation de la race semble remonter au XIXe siècle, en Thrace orientale, à l'extrême ouest de la Turquie. Elle est également nommée Rumelian, nom générique pour désigner tous les petits chevaux présents dans la portion européenne de la Turquie, et nom historique de la péninsule des Balkans.
Le Trakya provient de croisements entre des chevaux locaux et l'Anatolien. Il n'existe pas de registre généalogique ni de reconnaissance nationale pour cette race.

## Description
Il se présente comme un petit cheval assez proche de l'Anatolien (dont il est considéré comme l'une des variétés d'après l'étude de CAB International publiée en 2016), mais plus grand de modèle, puisqu'il toise de 1,40 m à 1,45 m,. La tête de taille moyenne est portée par une encolure courte. Le garrot est moyennement sorti. La poitrine est étroite, la croupe inclinée et la queue attachée bas. Les jambes disposent d'une ossature solide. Crinière, queue et fanons sont grossiers,.
Particulièrement solide et endurant, il ne nécessite que peu de soins et reste capable de travailler dans des conditions difficiles.
Toutes les couleurs de robe simples se rencontrent.

## Utilisations
C'est un petit cheval multitâches pouvant être monté, bâté ou attelé en fonction des besoins. Il a influencé la race bulgare du Karakatchan.

## Diffusion de l'élevage
La race est considérée comme rare,. Le Rumelian est signalé éteint sur la base de données DAD-IS, ainsi que dans l'évaluation du niveau de menace sur les races de chevaux domestique menée par l'Université d'Uppsala pour la FAO, et publiée en août 2010.